# Кищак, Чеслав
Че́слав Ян Ки́щак (пол. Czesław Jan Kiszczak; 19 октября 1925, Рочины — 5 ноября 2015, Варшава) — польский генерал и политик, член ПОРП. В 1981—1990 годах — министр внутренних дел, одна из ключевых фигур режима военного положения, установленного В. Ярузельским. В августе 1989 года был назначен председателем Совета министров Польши, но не смог сформировать правительство.

## Биография

### Военная карьера
Родился в крестьянской семье, окончил 7 классов, из-за войны прервал образование. С 1941 года на принудительных работах, в 1943 году был отправлен немецкими оккупационными властями на работы в Вену. В 1943—1945 годах работал на железной дороге в Австрии, участвовал в подполье.
После освобождения Вены помогал Красной армии. По его воспоминаниям, сидя на танке, он показывал дорогу по улицам Вены советским солдатам и, немного зная немецкий и русский языки, выполнял функции переводчика.
В 1945 году вступил в Войско Польское. В 1945 году стал членом Польской рабочей партии, преобразованной в 1948 году в Польскую объединённую рабочую партию ПОРП. В 1945 году окончил Центральную партийную школу в Лодзи.
В 1946 году был отправлен в польскую миссию в Лондон. Занимался репатриацией солдат и офицеров Армии Андерса. Вернулся в Польшу в 1947 году.
Служил в Главном информационном управлении Вооружённых сил Польши (органы военной контрразведки). С 1951 был начальником информационного отдела 18-й пехотной дивизии. В 1953 году освобожден от должности и обратился с просьбой об увольнении в запас. С 1954 года работал в отделе финансового департамента министерства финансов Польши.
В 1957 году окончил Академию Генерального штаба им. К.Сверчевского и стал работать в новой службе военной контрразведки, Внутренней военной службе (WSW). До 1965 года был начальником управления WSW ВМФ, а затем начальником управления WSW Силезского военного округа. В 1967 году стал заместителем начальника WSW Т. Куфеля. Прошёл оперативно-стратегический курс в Академии Генерального штаба Вооружённых Сил Советского Союза.
С января 1973 года — начальник Второго управления Генерального штаба Войска Польского (военная разведка), тогда же ему присвоено звание генерала бригады. В 1978 году назначен заместителем начальника Генерального штаба Войска Польского. С 1979 года начальник Внутренней военной службы Министерства национальной обороны ПНР с присвоением звания генерала дивизии.
С февраля 1980 года (VIII съезд ПОРП) — кандидат в члены ЦК ПОРП.

### Министр внутренних дел ПНР
31 июля 1981 года в условиях глубокого политического кризиса был назначен председателем Комитета Совета Министров по вопросам соблюдения закона, общественного порядка и дисциплины, министром внутренних дел ПНР. На IX внеочередном съезде ПОРП в июле 1981 года избран членом ЦК. С 13 декабря 1981 по 1983 год — член Военного совета национального спасения, взявшего власть в Польше. С февраля 1982 года кандидат в члены Политбюро ЦК ПОРП.
В 1983 году ему было присвоено звание генерала брони и он также вновь занял пост главы Комитета Совета Министров по соблюдению законности, правопорядка и общественной дисциплины. С 1985 года — депутат Сейма ПНР. С июля 1986 года — член Политбюро ЦК ПОРП (оставался на этом посту до роспуска партии в январе 1990 года). Был фактически вторым лицом правящей группы генерала Ярузельского, которая неофициально именовалась «Директорией». Ближайшим доверенным лицом Кищака являлся начальник разведки и контрразведки Владислав Пожога.
Возглавляя в условиях военного положения систему внутренние силовые ведомства, курируя подавление профсоюза «Солидарность» и репрессии против оппозиции (оппозицией на него возлагалась, в частности, политическая ответственность за убийство Ежи Попелушко), как показало будущее, не был сторонником полного подавления инакомыслия в Польше. Выступил за освобождения Леха Валенсу из интернирования и его возвращении на Гданьскую судоверфь.
17 сентября 1986 года объявил об освобождении всех политических заключённых в Польше, в результате чего на свободу вышли 225 оппозиционеров. Это был первый шаг к диалогу между коммунистическими властями и их политическими противниками.

### Диалог с оппозицией
Несмотря на то, что генерал Кищак был одним из руководителей военного режима 1981—1983 годов, именно ему предстояло озвучить и реализовать идею диалога с оппозицией. 27 августа 1988 года польская пресса сообщила, что он предложил провести «круглый стол» с оппозицией. Через несколько дней это заявление было одобрено пленумом ЦК ПОРП и Кищаку было поручено вести переговоры от имени властей. Уполномоченный правительства ПНР по печати Ежи Урбан объяснил это решение тем, что Кищак — прекрасный полемист и мастер диалога, к тому же не раз имел встречи с лидерами «Солидарности». 31 августа 1988 года для встречи с Кищаком в Варшаву прибыл из Гданьска Лех Валенса. В их беседе участвовали епископ Ежи Домбровский и член политбюро ПОРП Станислав Чосек. 16 сентября 1988 года начались "Беседы в Магдаленке". Стартовал процесс, приведший к проведению в начале 1989 года «круглого стола» между властями и оппозицией и, в конечном счете, демонтажу коммунистического режима в Польше.
В начале 1989 года Ч. Кищак стал одним из руководителей страны, которые на заседании Политбюро ПОРП заявили, что уйдут в отставку, если партия не примет их курса на диалог с оппозицией. «Решение четырёх» привело к тому, что пленум ПОРП был вынужден одобрить новый курс.

### Попытка сформировать правительство (август 1989)
2 августа 1989 года по предложению Президента Войцеха Ярузельского генерал брони Ч. Кищак был назначен Председателем Совета Министров ПНР. В Сейме за его кандидатуру проголосовали 237 депутатов, против 173, воздержались — 10 (его не поддержали прежне союзные Демократическая и Объединённая народная партии). Кищак попросил две недели на формирование правительства.
Однако «Солидарность» не имела намерений поддерживать его кабинет, а Объединённая крестьянская партия и Демократическая партия разорвали многолетнюю коалицию с ПОРП и перешли в лагерь оппозиции. Уже 7 августа 1989 года Л. Валенса заявил, что готов сформировать кабинет вместо Кищака. 11 августа Бронислав Геремек подтвердил намерение Валенсы заявлением, что «Солидарность» готова взять на себя ответственность за управление страной. Хотя Ярузельский поручил Кищаку расширить спектр поисков кандидатов в правительство, формирование кабинета затягивалось. Власть в стране продолжала находиться в руках ушедшего в отставку кабинета Мечислава Раковского. 15 августа Кищак, так и не заручившись поддержкой для своего правительства, заявил, что формирование кабинета лучше поручить лидеру Объединённой крестьянской партии Роману Малиновскому.
17 августа 1989 года подал Президенту В. Ярузельскому заявление об отставке с поста Председателя Совета Министров ПНР. После двух дней консультаций В. Ярузельский 19 августа принял его отставку. Новым Председателем Совета Министров Польши был назначен представитель оппозиции Тадеуш Мазовецкий. Таким образом, Ч. Кищак стал последним коммунистическим главой правительства Польши.

### Министр первого правительства «Солидарности». Уход с политической арены
В объявленном 7 сентября 1989 года составе правительства Тадеуша Мазовецкого по соглашению между ПОРП и оппозицией занял посты вице-премьера и министра внутренних дел. 25 сентября 1989 года стал председателем Координационного комитета Совета министров по соблюдению законодательства. В январе 1990 года, во время распада ПОРП, он покинул все партийные посты. 7 июля 1990 года, вместе с другими министрами, в своё время представлявшими в правительстве распавшуюся ПОРП, ушёл в отставку.
После 1990 года не участвовал в политической и общественной жизни.

## Судебное преследование
В 1996 году первый процесс над генералом Ч. Кищаком закончился оправдательным приговором. Его обвиняли в написании зашифрованного текста, позволяющего гражданской милиции и ЗОМО применять оружие против забастовщиков.
На втором судебном процессе, завершившемся в 2004 году, он был признан виновным в причастности к гибели горняков двух шахт в декабре 1981 года. Суд приговорил его к 4 годам тюремного заключения, в результате амнистии наказание заменено на 2 года и его исполнение приостановлено. Апелляционный суд назначил повторное судебное разбирательство. 10 июля 2008 года суд постановил, что он «непреднамеренно виновен» в содействии гибели шахтёров при подавлении забастовки на шахте «Вуек» и прекратил рассмотрение дела. В феврале 2010 г. начался четвертый судебный процесс, 26 апреля 2011 года Окружной суд Варшавы вынес оправдательный вердикт. Институт национальной памяти расследовал причастность Кищака к сокрытию правды об убийстве Гжегожа Пшемыка, но прекратил дело за истечением срока давности.
15 сентября 2009 года он был признан виновным в религиозной дискриминации и осужден на два года без права на амнистию. В 1985 году, будучи министром внутренних дел ПНР, Ч. Кищак уволил одного из полицейских города Кошалин, поручика Ромуальда К. за то, что его дочь прошла первопричастие в католической церкви. Варшавский суд удостоверился, что решение об увольнении Ромуальда К. принял именно Кищак — это было подтверждено показаниями свидетелей — и установил, что причиной отставки полицейского послужило именно участие его дочери в религиозном обряде, а не формальная причина, указанная в документах.
В 2007 году Главная комиссия по уголовному преследованию за преступления против польского народа предъявила Ч. Кищаку обвинение в совершении «коммунистического преступления», состоявшего в организованном преступном сообществе вооруженного характера с целью совершения преступлений, заключающихся в лишении свободы граждан путём интернирования и исполнения наказаний в виде тюремного заключения. за ранее безнаказанные правонарушения и другие преступления против свободы, а также нарушение телесной неприкосновенности, тайны переписки и трудовых прав граждан Польши . 12 января 2012 года Окружной суд Варшавы признал Ч. Кищака вместе с В. Ярузельским, Ф. Сивицким и Т. Тучапским виновным во введении военного положения в Польской Народной Республике в декабре 1981 года, в членстве в вооруженной преступной организации, присудив наказание в виде четырех лет лишения свободы, но уменьшив его вдвое на основании амнистии 1989 года, то есть до 2 лет с условным приостановлением действия в связи с возрастом и состоянием здоровья обвиняемых сроком на 5 лет.

## Смерть
Скончался 5 ноября 2015 года. В специально выпущенном для СМИ пресс-релизе Минобороны сообщило, что похороны генерала не будут проводиться на Военном Повонзком кладбище в Варшаве, и что никакой военных почестей или участия представителей власти не будет. Похоронен 7 ноября 2015 года на Православном кладбище Варшавы в Варшаве при участии только самых близких родственников и друзей.